# Le Messager d'Athènes
Le Messager d'Athènes est un roman historique pour la jeunesse écrit par l'écrivaine française Odile Weulersse et paru en 1985 chez Hachette Jeunesse. Les illustrations de couverture sont d'Yves Beaujard. Le roman suit les aventures de deux jeunes Athéniens, frère et sœur, dont le père a été exilé de la cité à l'époque des guerres médiques, car considéré comme un tyran, au début du Ve siècle av. J.-C..

## Résumé
Venant du quartier du céramique, Timoklès est un jeune homme de 15 ans vivant à Athènes avec son père Oloros et sa sœur Chrysilla. Son père, aristocrate important, va être ostracisé et devra s'exiler pendant dix ans. Il décide de partir voir le fleuve Océan (l'Océan Atlantique). Timoklès, bouleversé, décide de partir avec lui. Mais son père veut qu'il aille d'abord prendre l'avis de la Pythie à Delphes.
Les oracles de la Pythie à Delphes sont favorables à son voyage et ils s'embarquent donc pour le fleuve Océan. Le jour suivant, Timoklès et son père découvrent Chrysilla cachée dans un tonneau de vin. À la suite d'un naufrage, Timoklès et sa sœur sont recueillis par un navire de pirates qui part les vendre comme esclaves sur l'île de Samos, récemment conquise par les Perses. Là bas, Chrysilla est vendue comme dame de compagnie à une jeune femme, une maîtresse du satrape de la région. Timoklès, lui, est emmené dans les mines de cuivre pour y travailler. En travaillant dur, Chrysilla apprend où est son frère et va le retrouver.
Ensemble, ils parviennent à s'échapper et vont se cacher dans les montagnes. Ils arrivent alors après maintes péripéties à rentrer sains et saufs à Athènes où Timoklès est chargé par les stratèges (ministres) d'aller à Sparte demander l'aide de leur armée afin de faire face à l'invasion perse. Quand Timoklès revient à Athènes, les Perses vont bientôt débarquer et les renforts spartiates ne sont toujours pas là pour aider les Athéniens. Malgré cela, Kallias, un ami de Timoklès, harangue les soldats, leur remonte le moral et finalement Athènes remporte la bataille de Marathon. À la fin de l'histoire, Oloros s'arrête en Sicile sans parvenir à l'océan Atlantique et Timoklès devient un aristocrate important.

## Postérité
Ce livre présente de nombreux aspects de la société grecque antique (mœurs, religion, coutumes, loisirs, habitudes...) ce qui en fait un ouvrage fréquemment étudié au collège.